# Tiberiu Rist
Rist Tiberiu Victor (n. 18 iulie 1967 în București, sector 3), este un fost jucător de baschet și actualmente jurnalist la cotidianul Ziua.
Ca baschetbalist, Rist Tiberiu Victor a fost component al reprezentativei naționale de juniori și a jucat la nivelul juniorilor pentru CSS 82, CSB și CSS 4, iar la seniori pentru ICED și Sportul Studențesc.
A început să practice baschetul în 1974, cu profesorul Horațiu Giurgiu, la clubul de pioneri care activa în Parcul "Titanii" din București. A continuat la Școala Generală nr. 82, cu profesorul Lungulescu, iar din 1980 a trecut la CSB, la profesorul Liviu Călin, unde a activat până în 1985 cu dublă legitimare la CSS4. La minibaschet a câștigat trofeul de coșgeter la Festivalul Național de la Târgoviște, din 1980. La juniori a obținut trei titluri naționale, București (1984), Constanța (1985) și Arad (1985), un loc secund, la Arad (1984), și un loc trei, la Timișoara (1986). Din 1985 a activat două sezoane la ICED, unde a ocupat locul 3 și locul 4 în Divizia A, iar din 1987 s-a transferat la Politehnica București (schimbare de nume în 1989 în Sportul Studențesc). Cu echipa Politehnica București a câștigat titlul național al întrecerilor universitare, în 1989. Din cauza unei accidentări grave (scafoidul de la mâna stângă a fost pulverizat) s-a retras din activitatea competițională. Din 1995 este jurnalist la ZIUA și a fost acreditat la mai multe competiții internaționale de polo, baschet, volei, tenis etc. Este membru al Biroului Federal al FR Baschet, redactor-șef al revistei "FR Baschet Magazin" și președintele Comisiei Mass-Media din cadrul FR Polo.